# الویس کرسپو
الویس کرسپو (انگلیسی: Elvis Crespo؛ زادهٔ ۳۰ ژوئیهٔ ۱۹۷۱) یک موسیقی‌دان اهل ایالات متحده آمریکا است. وی از سال ۱۹۸۸ میلادی تاکنون مشغول فعالیت بوده‌است.